# کرف (گیاه)
کَرَف، چماز یا سرخس عقابی (نام علمی: Pteridium) گیاهی است که تقریباً در سراسر جهان می‌روید.
این جنس در ایران سه گونه سرخس دارد که معمولاً در مناطق تخریب‌یافته جنگلی شمال می‌روید.

## نگارخانه

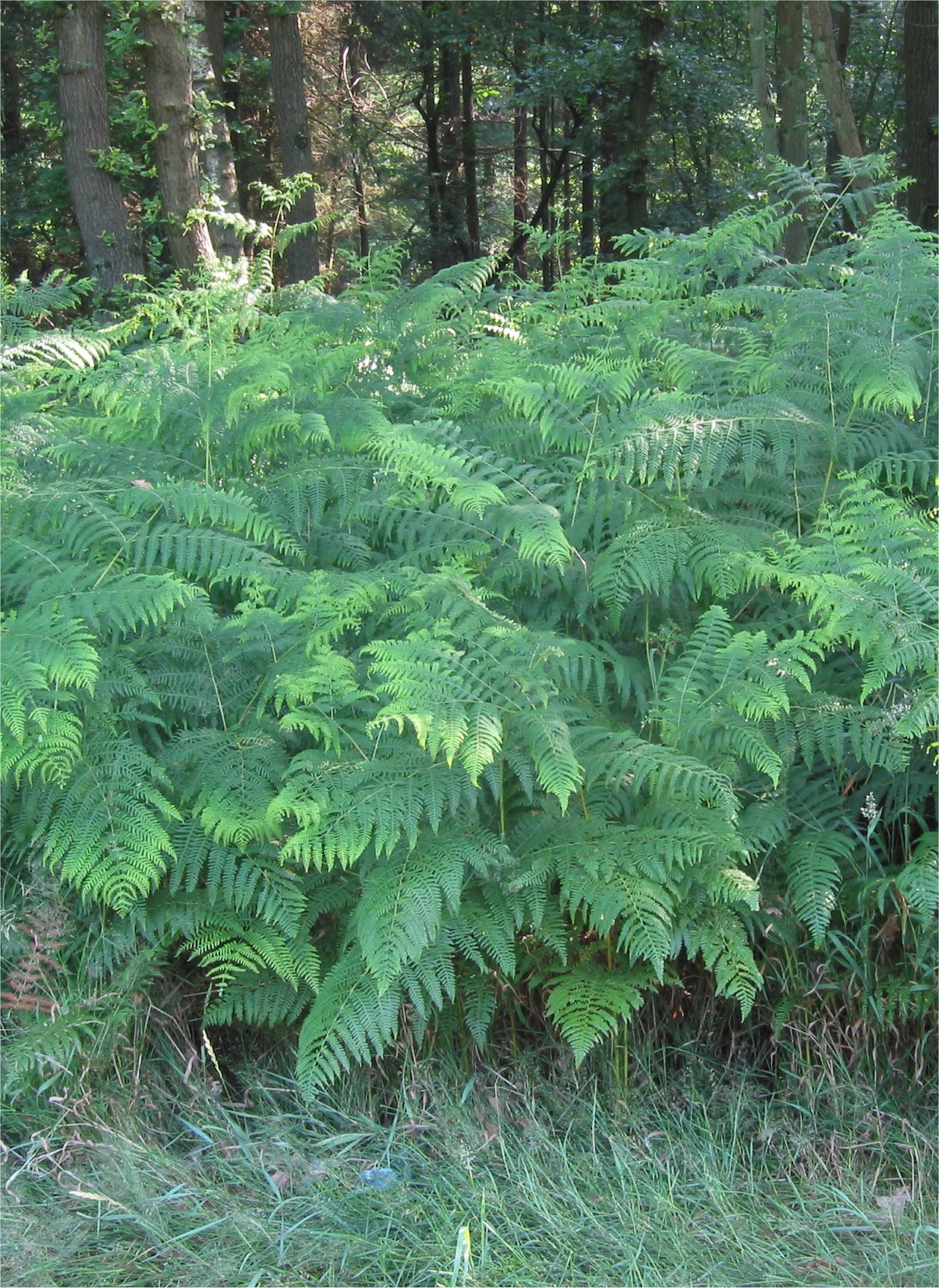